# 夜久野 丹波漆林
夜久野 丹波漆林（やくの たんばうるしりん）は、

## 歴史
福知山市夜久野町（京都府北西部）は、日本有数の漆の産地として知られている。この地域は質の高い漆が産出され、「丹波漆」として広く認知されている。丹波漆は京都の伝統工芸を支える重要な素材であり、京都府の無形民俗文化財に指定されている。また、丹波漆は夜久野町の地元経済においても歴史的に重要な役割を果たしてきた。
福知山市夜久野町は、京都の伝統工芸を支える「丹波漆」の名産地であり、1300年にわたる歴史を持つ地域である。江戸時代には福知山藩の政策により漆の木の育成が義務付けられた記録が残っており、明治時代には約500人の漆掻き職人が活動し、山陰や中国地方から漆が集まる拠点として栄えていた。しかし、戦後の化学塗料の発達や安価な海外産漆の流通により、高価な国産漆の生産は衰退した。
丹波漆の技術は熱心な職人たちによって守られ、1991年には京都府の無形民俗文化財に指定され、その価値が再評価されるようになった。2012年には、丹波漆生産組合がNPO法人化され、漆の木の植栽保全、後継者の育成、普及活動を通じて希少な国産漆の文化と技術の継承が進められている。

## 丹波地域の漆生産と漆掻き技術

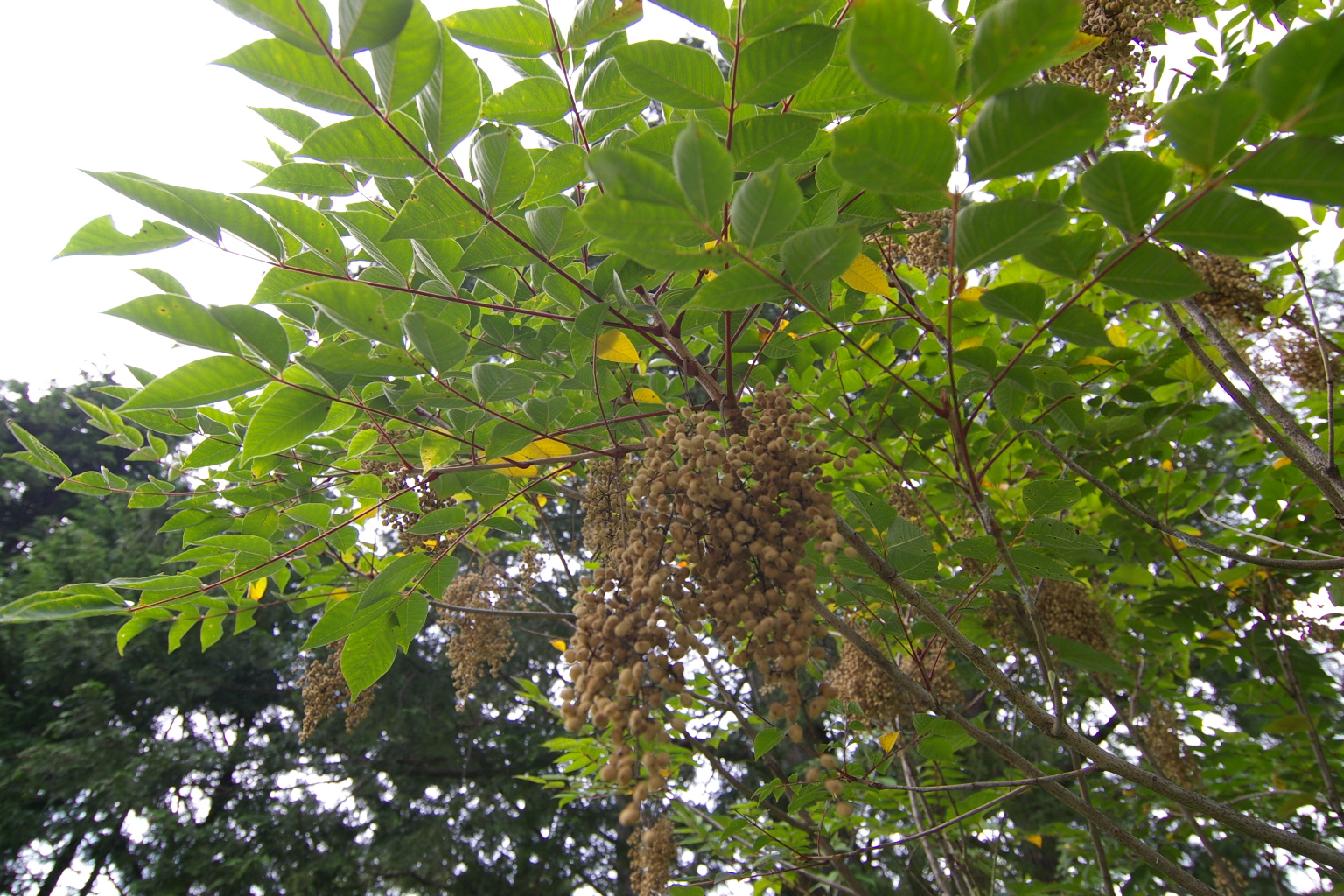
ウルシの木

丹波地域は日本有数の漆の産地であり、特に京都府福知山市夜久野町では、古くから「漆掻き」と呼ばれる技術が伝承されている。漆掻きとは、ウルシの木に傷をつけて漆液を採取する技法である。この技術によって一本の木から採取できる漆液の量は牛乳瓶1本程度とされており、漆液は非常に希少である。
漆掻きを支えるためには、木の育成や植林が不可欠である。漆の木が漆液を採取できる状態になるまでには、約10年の歳月を要する。
このように長い時間をかけて育てられた木から採取された漆液は、日本の伝統工芸や漆器製作において重要な役割を果たしている。

## 夜久野町における漆掻きの歴史
1887年（明治20年）頃、京都府天田郡夜久野町の額田旦では、21戸の世帯のうち1戸を除くすべてが農業を営むかたわら、漆掻きに従事していた。当時、全戸が漆掻きに従事する地域は珍しかったが、夜久野町全体においても漆掻き職人（以下、掻き手）が多く存在した。
漆掻きが盛んだった時期には、地元の漆の木だけでは需要を賄いきれず、多くの掻き手が漆を求めて出稼ぎに出向いた。この出稼ぎは「5月の節行き」と呼ばれ、掻き手たちは5月の節句に連れ立って旅立った。出稼ぎ先は天田郡を中心に、京都府内、若狭遠敷郡、但馬、美作、備中、石見、さらには九州地方にまで及び、掻き手は「掻きさん」として親しまれていた。
漆掻きの仕事が一段落すると、次の仕事場を決めるために「山たて」という準備が行われた。「山たて」では、良質な漆の木がある場所を同業者同士で紹介し合い、次の仕事場を選定するとともに、資金調達の段取りも行われた。
秋になると漆の木が紅葉し、良質な木を見分けやすくなるため、この時期を利用して「山たて」を行うのが一般的だった。特に、鮮やかに紅葉した木は質の良い漆液を多く出すとされ、早くから黄色く色づく木は漆をほとんど出さないと考えられていた。
漆掻きを志す者は、年頃になると親方を見つけて弟子入りし、技術を学んだ。丹波漆の生産に貢献した衣川光治（1911年〜1994年）によれば、彼の父は1889年（明治22年）に14歳で弟子入りし、1年目の年収は1円50銭、2年目は2円50銭、3年目は3円50銭、4年目は4円50銭であった。当時、米1升の値段が3〜4銭だったことを考えると、修業期間の収入は極めて少なかったが、この時期を経て一本立ちすることができた。
漆掻き仲間には「山の神講」という風習があり、山仕事の安全を祈願するとともに、資金融通や情報交換の場としても活用された。このような共同体の習慣は、漆掻き職人たちの生活や仕事を支える重要な役割を果たしていた。

## 丹波漆の現在の状況
丹波漆はかつて日本の主要な漆の産地として栄えていたが、近年ではその生産量が減少している。特に、安価な中国産漆の輸入や化学塗料の普及が影響を及ぼし、丹波漆を生業とする人々が減少し、漆の木の管理も困難になっている。
現在、丹波漆の生産は小規模ながらも続けられており、福知山市の地域では漆掻き技術の継承や漆の木の植樹が行われている。
NPO法人丹波漆では、毎年100本の漆の木を植える活動を継続し、地域の伝統産業の復活を目指している。
また、漆器の需要は依然として高く、特に丹波漆の高品質な漆は市場でも高値で取引されている。地域の施設「やくの木と漆の館」では、漆塗り体験や漆に関する展示が行われ、地元住民や観光客に漆の魅力を伝える活動が行われている。

## 丹波漆の体験と普及活動
丹波地域では、漆塗りの体験活動やイベントが開催され、地域や海外へ丹波漆の魅力を発信している。福知山市の「やくの木と漆の館」では、丹波漆に関する展示や漆塗り体験が提供されており、漆の文化に触れることができる。